# Johannes Schiltberger
Johannes Schiltberger (Freising, 1381-v.1440) est un explorateur et écrivain allemand.

## Biographie
Issu d'une famille de l'aristocratie bavaroise, il participe à la bataille de Nicopolis où il est blessé et fait prisonnier (28 septembre 1396). Le sultan Bayezid Ier en fait un de ses messagers (1396-1402) mais, après la défaite de Bayezid à la bataille d'Ankara (20 juillet 1402), il passe au service de Timour. Il accompagne alors celui-ci en Arménie et en Géorgie.
Après la mort de Timour, esclave de notables mongols, sous les ordres de Abu Bekr, il accompagne un de ses lieutenants en Sibérie. Il voyage alors dans la région de la Volga, dans les steppes du Sud-Est de la Russie et visite même Saraï.
Abu Bekr vaincu, il voyage ensuite en Circassie, en Abkhazie et en Mingrélie puis parvient à quitter ses maîtres pour se réfugier à Constantinople où il reste caché avant de retourner en Bavière par la Pologne. Il y devient chambellan du duc Albert III.

## Œuvres
Quatre manuscrits de son journal de voyage sont édités en 1460 puis seront réédités à de nombreuses reprises, surtout au XIXe siècle. Ils restent un important témoignage sur les régions danubiennes, caucasiennes et arméniennes au XIIIe siècle.
Schiltberger est aussi un des tout premiers à placer la sépulture de Mahomet à Médine et à localiser l'empire du prêtre Jean en Abyssinie.
On lui doit aussi une des premières mentions des chevaux de Przewalski qui ne seront officiellement découverts qu'au XIXe siècle.
Les éditions Anacharsis ont republié son journal sous le titre Captif des Tatars en 2007.